# 초대칭 게이지 이론
초대칭 게이지 이론(超對稱-理論, 영어: supersymmetric gauge theory)은 일반 게이지 이론에 초대칭을 도입하여 얻은 이론이다.:40–45 게이지 장을 벡터 초다중항에 넣어 게이지 보손의 짝인 스핀 ½의 게이지노를 얻는다. 대표적인 예로 최소 초대칭 표준 모형이 있다. 아직 실험적으로 검증되지 않았다.

## 이론적 전개
여기서는 현상론적으로 의미있는 경우인 4차원 {\displaystyle {\mathcal {N}}=1} 초대칭을 다룬다.

### 게이지장
게이지 퍼텐셜은 벡터장이므로 벡터 초다중항을 이루게 된다. 즉 {\displaystyle V={\bar {V}}}를 만족하는 초장 {\displaystyle V=2gV^{a}t^{a}}로 서술한다. ({\displaystyle g}는 결합 상수, {\displaystyle t^{a}}는 게이지 리 대수의 기저) 이를 프리퍼텐셜(영어: prepotential)이라고 부른다. 이는 손지기 초장 {\displaystyle \Lambda }로 주어지는 게이지 변환의 경우에는
{\displaystyle \exp V\mapsto \exp(i{\bar {\Lambda }})\exp V\exp(-i\Lambda )}
와 같이 변환한다.:36,43
다음과 같이 패러데이 텐서 {\displaystyle F_{\mu \nu }}에 해당하는 장세기
{\displaystyle W_{\alpha }=-{\frac {1}{4}}{\bar {D}}^{2}(\exp(-V)D_{\alpha }\exp V)}
를 정의할 수 있다.:40,43 장세기 {\displaystyle W}는 손지기 초장(chiral superfield)이다. {\displaystyle W}와 {\displaystyle {\bar {W}}}는 다음과 같이 변환한다.
{\displaystyle W\mapsto \exp(i\Lambda )W\exp(-\Lambda )}.
따라서 게이지장의 라그랑지언의 운동 에너지 항을 다음과 같은 F-항으로 쓸 수 있다.:41
{\displaystyle {\frac {1}{4}}(W^{2}+{\bar {W}}^{2})}.
또한, 게이지 군이 아벨 군일 경우에는 페예-일리오풀로스 D-항
{\displaystyle -\kappa V}
이 존재한다.:41 (여기서 {\displaystyle \kappa }는 상수다.)

### 물질
{\displaystyle X}가 물질을 나타내는 손지기 초장이라고 하자. 게이지 대칭이 없는 경우에는 {\displaystyle {\bar {X}}X}꼴의 D-항이 라그랑지언의 운동 에너지 항을 나타내지만, 게이지 대칭이 있고 {\displaystyle X}가 그 게이지장에 대하여 대전된 경우 이 항은 게이지 불변이 아니다. {\displaystyle X}는 다음과 같이 변환한다.:41,43
{\displaystyle X\mapsto \exp(i\Lambda )X}
{\displaystyle {\bar {X}}\mapsto {\bar {X}}\exp(-i{\bar {\Lambda }})}.
따라서 다음과 같은 운동 에너지 D-항이 게이지 불변임을 알 수 있다.:41–42,43
{\displaystyle {\bar {X}}\exp(V)X}.

## 같이 보기
- 고니시 변칙